# USS Dallas (SSN-700)
USS Dallas (SSN-700) – amerykański myśliwski okręt podwodny z napędem atomowym typu Los Angeles. Jako okręt najstarszej generacji jednostek 688 dysponuje możliwością wystrzeliwania torped Mk.48 ADCAP i pocisków manewrujących UGM-109 Tomahawk z wyrzutni torpedowych. Jednostka o długości  110 metrów i wyporności w zanurzeniu wynoszącej 6927 długich ton, dzięki napędowi atomowemu zapewnianemu przez siłownię o mocy 30000 KM z reaktorem wodnociśnieniowym S6G, zdolna jest do pływania podwodnego z prędkością 33 węzłów.